# Mirosław Owoc
Mirosław Owoc (ur. 9 października 1936 w Gnieźnie) – polski naukowiec, wykładowca akademicki, profesor nauk prawnych na Wydziale Prawa i Administracji UAM w Poznaniu.

## Życiorys
Od 1955 zawodowo związany z Uniwersytetem im. Adama Mickiewicza, początkowo jako pracownik fizyczny. W 1958 ukończył studia z zakresu chemii, a dwa lata później został absolwentem prawa na tej uczelni.
W 1966 obronił doktorat, habilitował się w 1975. W 1992 otrzymał tytuł profesora nauk prawnych. W połowie lat 60. odbył również aplikację sądową. Na UAM zajmował kolejno stanowiska asystenta, adiunkta, docenta, profesora nadzwyczajnego. Od 1998 pozostaje profesorem zwyczajnym. Od 1990 do 2007 kierował Katedrą Kryminalistyki UAM. Był także profesorem Wyższej Szkoły Policji w Szczytnie. Zajmuje się także działalnością biegłego z zakresu pismoznawstwa.
Specjalizuje się w zakresie kryminalistyki (ze szczególnym uwzględnieniem badania pisma), opublikował około 100 prac z tej dziedziny.
Odznaczony m.in. Krzyżem Kawalerskim Orderu Odrodzenia Polski (1989).

## Wybrane publikacje
W dorobku publikacyjnym M. Owoca znajdują się m.in.:
- Elementy informatyki, 1976
- Fotografia barwna w praktyce kryminalistycznej, 1975
- Komputerowe wspomaganie ekspertyzy pismoznawczej, 1997
- Kryminalistyczna ekspertyza sfałszowanych dokumentów atramentowych, 1968
- Kryminalistyczne znaczenie fotografii barwnej w ujęciu teorii informacji, 1973
- Słownik terminów pismoznawczych (współautor), 2003
- Wybrane zagadnienia techniki kryminalistycznej (współautor), 1971 (cz.I), 1973 (cz.2) i 1976 (cz.3)